# 1687
Cette page concerne l'année 1687  du calendrier grégorien.
L'année 1687 est une année commune qui commence un mercredi.

## Événements
- 17 février, Inde : Aurangzeb assiège Golconde[1]. En mars, il emprisonne son fils Muazzam qui avait pris le parti du raja de Bijâpur (fin en avril 1694)[2].
- 2 mai : la Compagnie anglaise des Indes orientales transfère son siège de Surat à Bombay[3].
- 6 mai : entrée en vigueur (enregistrement) de l'ordonnance ou édit de mars 1685 dans la colonie française de Saint Domingue.
- 4 - 23 juillet, Amérique du Nord : Denonville, avec 800 soldats, 1 100 miliciens et 400 Amérindiens, ravage le pays des Tsonnontouans, empêchant ainsi les Iroquois et les Anglais d'enlever aux Français le contrôle du commerce des fourrures[4].
- 2 octobre : Aurangzeb prend Golconde par trahison (octobre) puis l’annexe. Vaincu, le 8e et dernier sultan indo-musulman de la dynastie des Qutb Shahi Abu-L Hasan Qutb Shah quitte le trône[1].
- 16 octobre : les Français, alliés au Siam, occupent Bangkok puis Mergui (1er janvier 1688)[5]. L’opération suscite une violente réaction populaire et l’instigateur de la révolution, Phetracha (Opra Pitracha), devient roi de Siam (1688). Les Français sont chassés du pays.
- 20 octobre : la ville de Lima au Pérou est pratiquement détruite par un tremblement de terre[6].
- 3 novembre : un raid de 100 à 200 Iroquois est repoussé au fort Chambly[7].
- 8 novembre, Empire ottoman : une révolte militaire dépose le sultan ottoman Mehmed IV. Début du sultanat ottoman de Suleyman II (fin en 1691)[8].
- 11 décembre : traité de commerce franco-siamois[5].

- Mongolie : sur l’ordre du dalaï-lama les khans khalkha convoquent un quriltay pour régler la paix entre le Touchetou-khan et le Dzasaktou-khan, auquel participent des représentants du khanat oïrat. Le quriltay n’atteint pas son but. En 1687, le khan de Dzoungarie, Galdan Boshugtu Khan pousse le Dzasaktou-khan, Chara, à déclarer la guerre au Touchetou-khan, mais ce dernier triomphe de son agresseur et le tue. À l'automne, Galdan envoie son frère Dordji-djab pour mener une expédition punitive. Dordji-djab est vaincu et tué par le Touchetou-khan[9].
- Loi sur la protection des êtres vivants au Japon (Shorui Awaremi no Rei). Tsunayoshi Tokugawa fait ramasser les chiens errant dans Edo et les rassemble dans un refuge dans la plaine de Musashi. La cruauté envers les animaux est sévèrement punie, jusqu’à la peine de mort. Tsunayoshi reçoit le surnom sarcastique d’Inu kubô, le « shogun des chiens »[10].
- Japon : augmentation notable du nombre des mushuku (sans-abri), paysans chassé par la pression démographique venus chercher fortune à la ville. Tsunayoshi instaure la pratique de rassembler les malades et les fauteurs de troubles dans des maisons de détention (tame), dont le premier est créé à Asakusa en 1687[11].

### Europe
- 7 janvier : Vauban pose la première pierre de fort Louis, sur le Rhin ; Louvois visite en mai le chantier de la forteresse de Mont-Royal, sur la Moselle[12]. Ces travaux déclenchent une crise diplomatique entre Versailles et les États de l’Empire, qui contestent la construction de forteresses par la France sur le Rhin et la Moselle[13].
- 22 janvier, Genève : les premiers barbets (Vaudois) chassés du Piémont sont accueillis en Suisse[14].
- 31 janvier : décret royal pour l'assainissement de la haute fonction publique des Conseils en Espagne : les postes vacants en surnombre ne sont pas remplacés[15].
- 12 février : Tyrconnel (catholique) devient lord gouverneur d’Irlande (fin en 1691)[16].
- 5 mars : début des procès et des exécutions de révoltés hongrois au tribunal d’exception d’Eperies (Prešov) en Slovaquie. Rétablissement de la domination de l'archiduché d'Autriche en Hongrie[17].
- 22 mars : première expérience de papier monnaie au Portugal[18].
- 4 avril :
  - déclaration d’Indulgence de Jacques II d'Angleterre, qui donne l’entière liberté religieuse aux dissidents et aux catholiques[19]. Les lois discriminatoires contre les catholiques sont abrogées, et des catholiques sont nommés à des postes importants dans l’administration civile et militaire. Un légat du pape est accueilli à Londres en juillet. Jacques II, face à l’opposition du pays légal à ses projets, congédie en masse les juges de paix, cherche à remplir le Parlement et les tribunaux de ses hommes et poursuit en justice sept évêques réfractaires à la Déclaration d’Indulgence (ils seront acquittés lors de leur procès à Westminster le 29 juin 1688[20].
  - à Vilamajor (Vallès Oriental), en Catalogne, un incident entre un soldat et la femme qui le loge provoque la révolte des barretines (1687-1689)[21].
- Mai, Russie : début et échec des campagnes de Vassili Galitzine contre la Crimée (fin en 1689)[22] ; il se retire le 17 juin[23].
- 19 mai : Charles II d'Espagne accorde le titre de cité à Alcalá de Henares[24].
- 6 juin : institution de l'ordre du Chardon par le roi d'Angleterre Jacques II, qui est aussi le roi d'Écosse sous le nom de Jacques VII[25].
- 3 juillet : le nonce Ferdinand Dada, qui résidait secrètement auprès du roi, fait son entrée publique à Windsor en habits pontificaux[26].

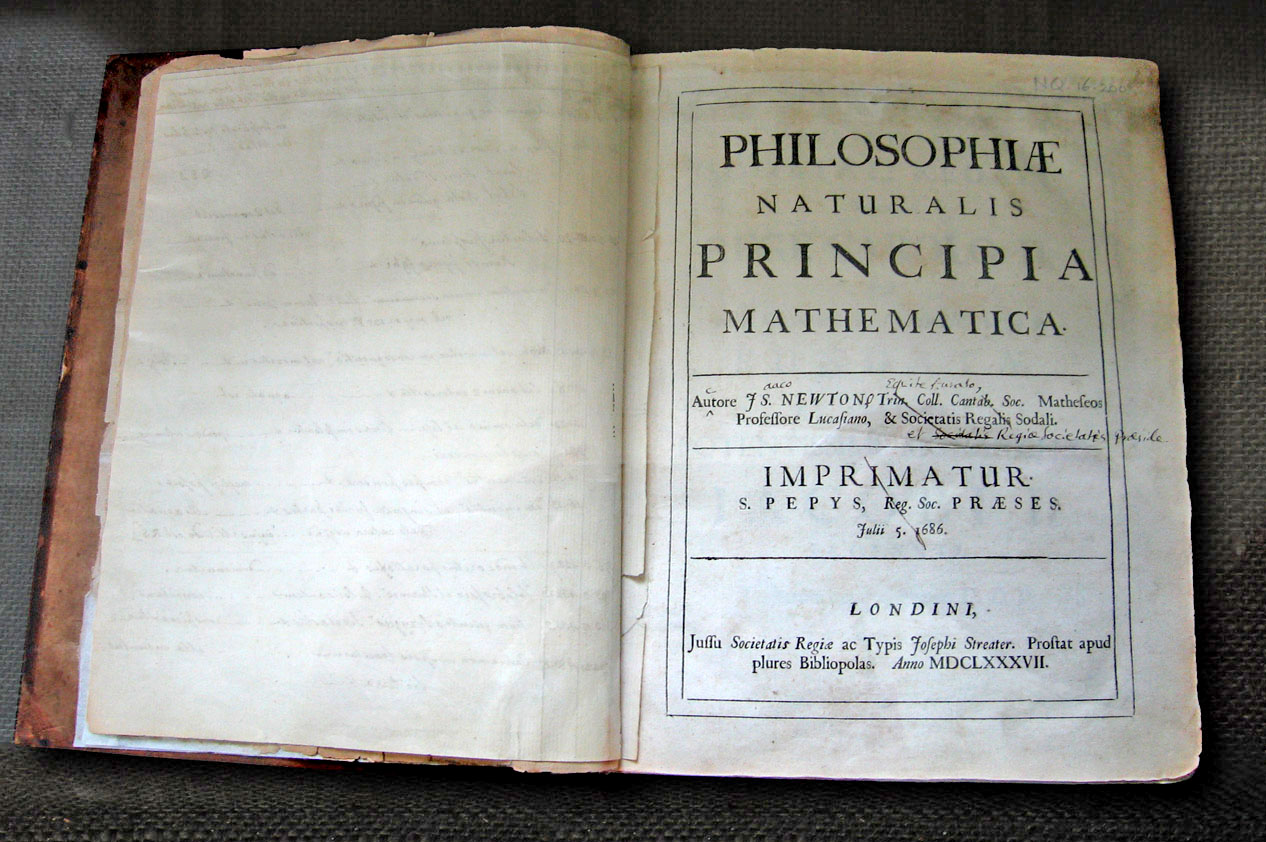
5 juillet : Philosophiae Naturalis Principia Mathematica

- 5 juillet : Isaac Newton publie les Philosophiae Naturalis Principia Mathematica décrivant ses lois du mouvement et celle de la gravitation[27].
- 25 juillet : Mazeppa (1644-1709) est élu hetman des cosaques par la Rada ukrainienne. Il gouverne l’Ukraine[28].
- 12 août : le duc de Lorraine et Louis de Bade battent les Turcs de Soliman II à la bataille de Mohács et les chassent de la Hongrie, de la Croatie et de la Transylvanie[17].

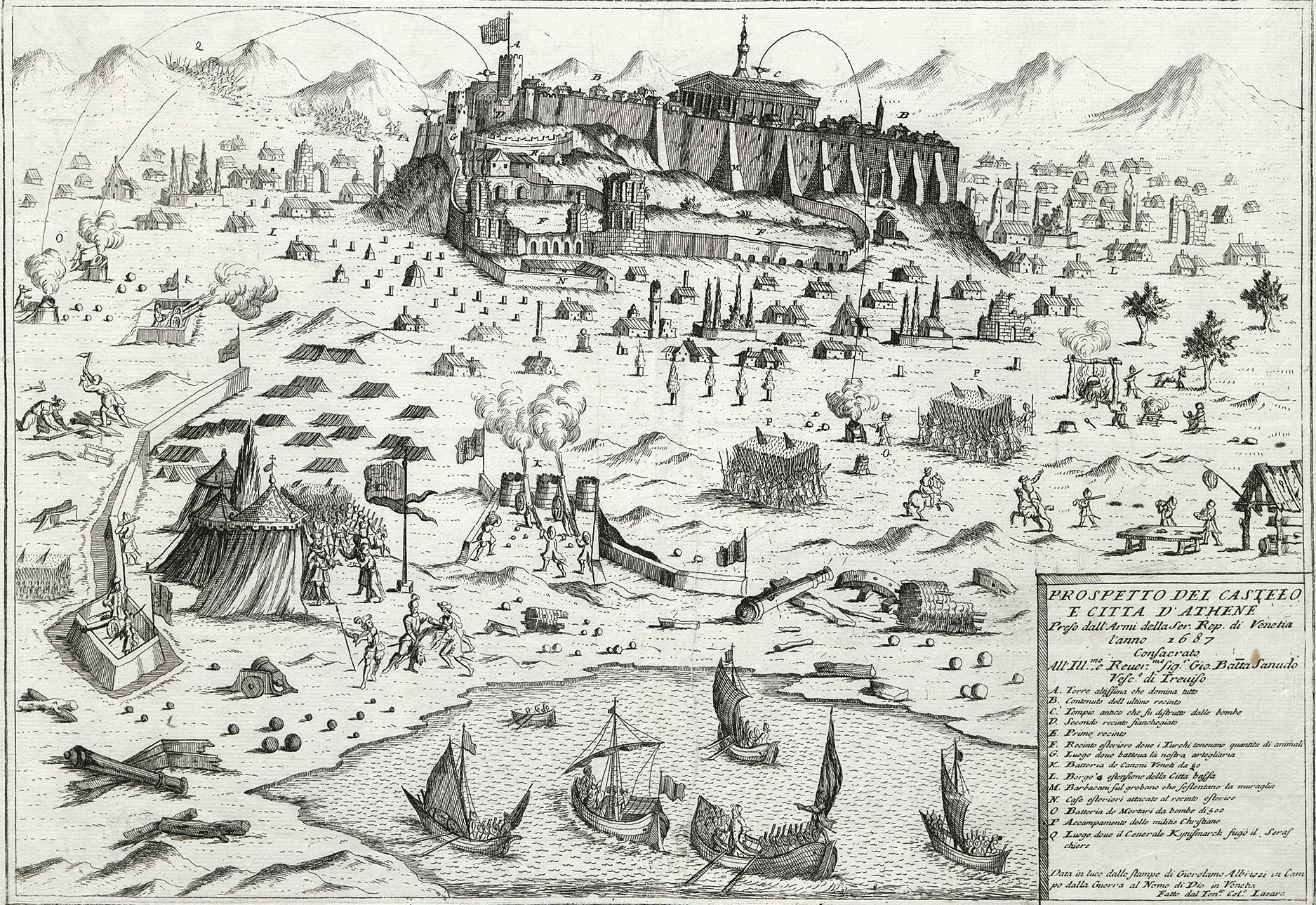
27 septembre : prise d'Athènes.

- 26 septembre : lors du siège d'Athènes, tenue par les Turcs, par la république de Venise, une explosion endommage très gravement le Parthénon, transformé en magasin à poudre par les Turcs[29].
- 29 septembre : prise d'Athènes par Venise. Le général vénitien Francesco Morosini occupe la Morée (1687-1715)[29].
- 27 octobre : Michel Apaffy, prince de Transylvanie, signe à Blasendorf un traité de protectorat avec Charles V de Lorraine[30]. Il s’engage à payer une redevance de 100 000 ducats et les troupes autrichiennes occupent les forteresses de Slavonie, puis de Transylvanie.
- 31 octobre : la diète de Presbourg (Bratislava) reconnaît l’hérédité du trône de Hongrie dans la famille des Habsbourg[17]. En échange, la couronne reconnaît les droits traditionnels des Hongrois à l’exception de celui d’insurrection. Joseph de Habsbourg devient roi de Hongrie.
- 20 novembre : le quiétisme est condamné par la bulle Cœlestis Pastor, dirigée contre le théologien espagnol Miguel de Molinos, arrêté à Rome, jugé par l’Inquisition romaine et condamné à la prison perpétuelle sur ordre du pape Innocent XI[31].
- 9 décembre : Joseph de Habsbourg est couronné roi de Hongrie[32].

- Début de l’enseignement supérieur en Russie avec l’ouverture de l’Académie slavo-gréco-latine[33].

## Naissances en 1687
- 4 février : Pierre Mitchell, industriel français, fondateur de la verrerie royale de Bordeaux († 1740).
- 20 mai : Domenico Pecchio, peintre italien († 14 avril 1760).
- 6 juin : Giovanni Battista Pittoni, peintre rococo italien († 1767).
- ? novembre : Asadoullah Khan II, prince afghan de la dynastie des Durrani († 1720).
- 12 décembre : baptême de Giovanni Battista Cimaroli, peintre italien du baroque tardif († 1771).
- Date précise inconnue :
  - Pietro Anderlini, peintre italien († 1755).
  - Ferdinando Porta, peintre italien du baroque tardif († 1763).

## Décès en 1687
- 13 janvier : Jean Claude, pasteur, leader du protestantisme français jusqu’à la révocation de l'édit de Nantes (° 1619).
- 14 janvier : Nicolaus Mercator, mathématicien allemand (° 1620).
- 28 janvier : Johannes Hevelius, astronome polonais (° 28 janvier 1611).
- 3 février : François de Créquy, duc de Lesdiguières, maréchal de France (° 1629).
- 22 février : Jean Hamon, médecin français (° 2 janvier 1618).
- 19 mars : René Robert Cavelier de La Salle, explorateur-voyageur français (° 22 novembre 1643).
- 22 mars : Jean-Baptiste Lully, musicien français d'origine italienne (° 28 novembre 1632).
- 28 mars : Constantin Huygens, homme d'État, poète et compositeur néerlandais (° 4 septembre 1596).
- 24 juin : Samuel-Jacques Bernard, peintre et graveur français (° 8 novembre 1615).
- 16 août : Adam Tribbechov, théologien protestant et historien allemand (° 11 août 1641).
- 10 septembre : Willem Wissing, peintre portaitiste hollandais (° 1656).
- 14 octobre : Sari Süleyman Pacha, grand vizir de l’Empire ottoman (° vers 1627).
- 17 octobre : François Turrettini (1623-1687), pasteur calviniste orthodoxe génevois, professeur de théologie à l’Académie (° 17 octobre 1623).
- 7 novembre : Isaac Orobio de Castro, philosophe, médecin et apologiste portugais (° vers 1617).
- 20 novembre : Olivier Charbonneau, pionnier de l'Île Jésus, Laval au Québec, Canada, l'ancêtre des Charbonneau du Québec (° vers 1613).
- 16 décembre : William Petty, mercantiliste anglais 27 mai 1623).
- Date précise inconnue :
  - Roger Boyle, évêque de l'Église d'Irlande.
  - Franz Friedrich Franck, peintre allemand (° 1627).